# Establecimiento San Carlos
San Carlos es un asentamiento de las islas Malvinas situado a 2,8 km al sudeste de la Bahía Ajax y en la costa oriental del brazo San Carlos, un fiordo del extremo norte del estrecho de San Carlos. Se encuentra en el sector noroeste de la isla Soledad; y está inmediatamente al norte de la bahía Bonners. Además se ubica al sudoeste del Puerto San Carlos. 
A menudo apodado «JB» en referencia a un anterior propietario, Jack Bonner. Se ubica a una altitud de 16 m s. n. m.

## Historia
Lleva el nombre del buque español San Carlos, que lo visitó en 1768, y creció en el siglo XX en torno a una fábrica que congeló cuerpos de ovejas.
San Carlos fue la principal cabeza de puente del Ejército Británico durante la guerra de las Malvinas, cuando fue llamado «Blue Beach» (en inglés: playa azul).
Un museo con fotografías y reliquias de la guerra y el Cementerio Militar Playa Azul de San Carlos conmemoran ese período. La localidad se encuentra a dos horas de la capital isleña y posee algunos alojamientos para turistas.

## Galería

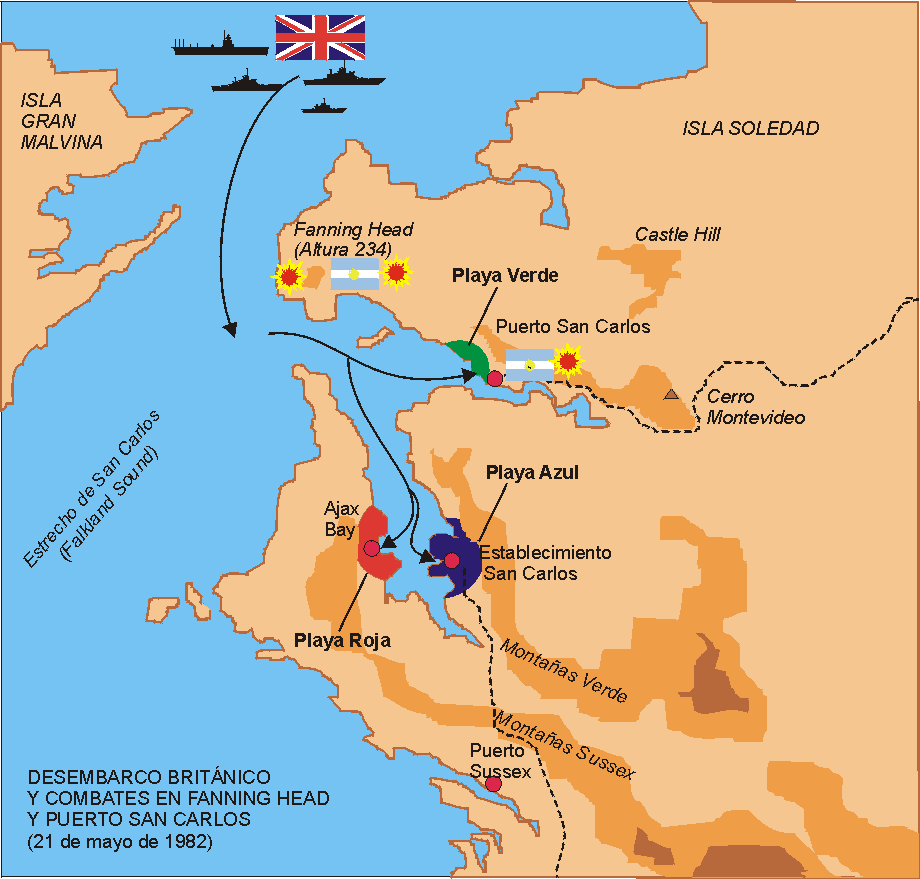
Combate en la localidad y sus alrededores